# Liste von Heiligenfenstern
Dies ist eine tabellarische, sortierbare Liste von Heiligenfenstern in Kirchen. Sie umfasst alle Heiligenfenster, zu denen Artikel in der deutschsprachigen Wikipedia vorliegen, und ergänzt sie um Kirche, das Land sowie eine Angabe, wann das jeweilige Fenster erschaffen wurde.
| Name/Ort                                | Kirche                | Land        | Jahr                       |
| --------------------------------------- | --------------------- | ----------- | -------------------------- |
| Heiligenfenster (Les Iffs)              | St-Ouen               | Frankreich  | 16. Jahrhundert            |
| Heiligenfenster (Josselin)              | Notre-Dame-du-Roncier | Frankreich  | um 1460                    |
| Heiligenfenster mit Johannes (Josselin) | Notre-Dame-du-Roncier | Frankreich  | um 1460                    |
| Heiligenfenster mit Petrus (Josselin)   | Notre-Dame-du-Roncier | Frankreich  | um 1460                    |
| Heiligenfenster (Köln, St. Kunibert)    | St. Kunibert          | Deutschland | 1220/30                    |
| Heiligenfenster (Quéménéven)            | Notre-Dame            | Frankreich  | Mitte des 16. Jahrhunderts |